# Cratere Ishak
Ishak è un cratere sulla superficie di Encelado.